# مطار نيوآرك ليبرتي الدولي
 مطار نيوآرك ليبرتي الدولي  (بالإنجليزية: Newark Liberty International Airport) (إياتا: EWR، إيكاو: KEWR)، ويطلق عليه اختصارا  مطار نيوارك  وتحول لاحقا إلى  مطار نيوارك الدولي . هو مطار دولي ضمن حدود مدينتي نيوارك وإليزابيث على حد سواء في ولاية ولاية نيو جيرسي الأمريكية. ويقع على بعد 24كم جنوب غرب مانهاتن (مدينة نيويورك).
يقوم بشغيل المطار هيئة ميناء نيويورك ونيوجيرسي، والتي تدير أيضا اثنين من المطارات الرئيسية الأخرى في منطقة نيويورك الكبرى، مطار جون إف كينيدي الدولي ومطار لاغوارديا (ال جي أي)، بالإضافة إلى ثلاثة مطارات أصغر، مطار ستيوارت ومطار تتبورو ومهبط وسط مانهاتن. ويعتبر مطار نيوارك هو المطار العاشر بين أكثر المطارات ازدحاما في الولايات المتحدة والخامس على مستوى الرحلات الدولية ازدحاما 
مطار نيوآرك ليبرتي هو ثاني أكبر مركز لخطوط كونتيننتال الجوية، بعد مطار جورج بوش الدولي في هيوستن وتعتبر خطوط كونتيننتال أكبر مشغل للمطار بين شركات الطيران العاملة في المطار ، بالإضافة إلى ثاني أكبر مشغل في المطار وهو فيديكس اكسبريس، التي تدير ثالث أكبر مركز شحن جوي. وتعمل فيديكس من خلال ثلاثة مبان على مساحة مليوني قدم مربع داخل مجمع المطار.

## نبذة تاريخية

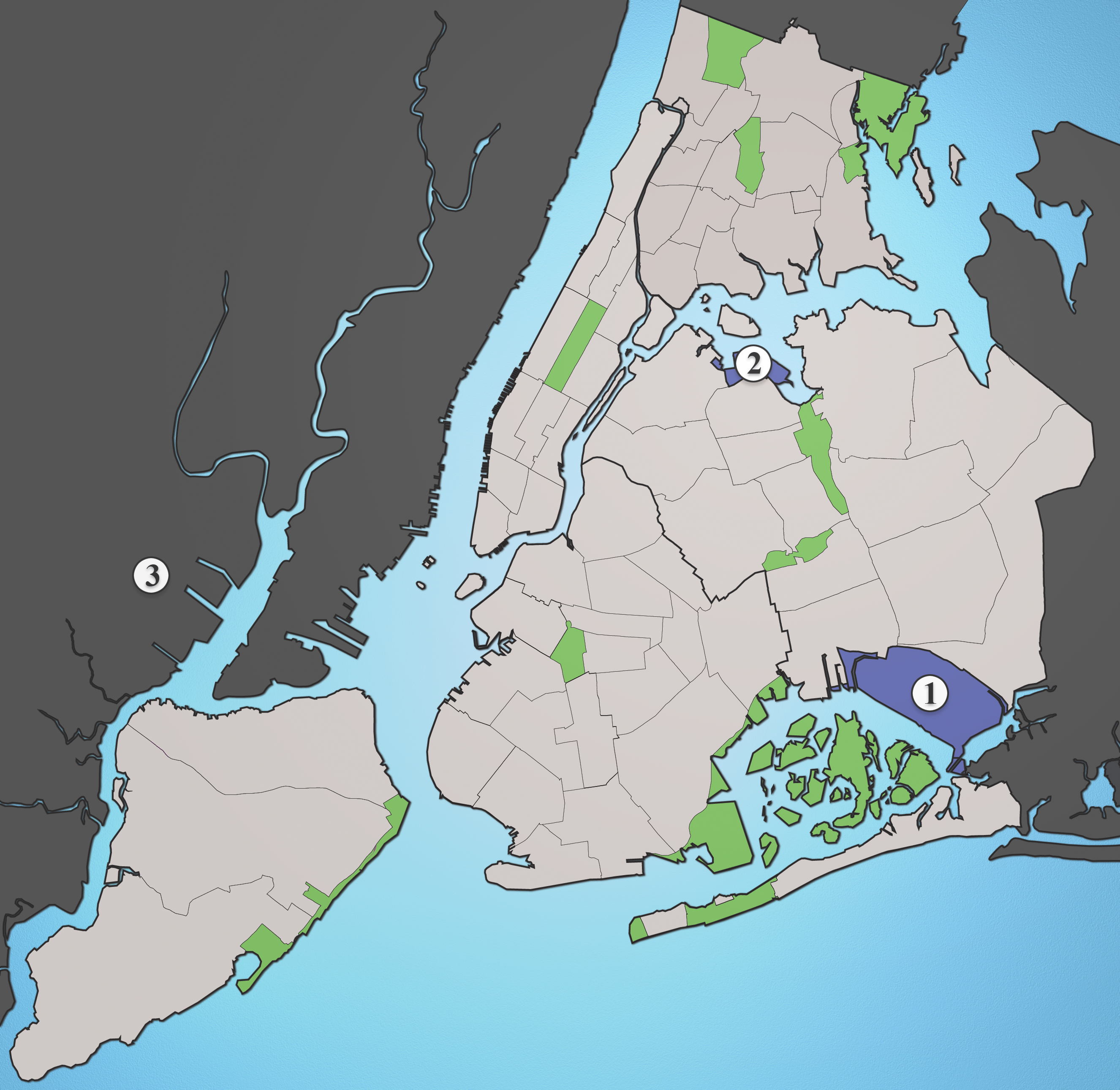
مطارات منطقة نيويورك الكبرى كينيدي (1)، مطار لاغوارديا (2) ومطار نيوارك (3).

مطار نيوارك أول مطار رئيسي في منطقة نيويورك افتتح في أكتوبر 1928، ويحتل مساحة من مستنفعات ولاية نيو جيرسي كانت تستخدم لرمي الطمي.
في عام 1935، أهدت أميليا إيرهارت للمطار أول مبنى إداري، وكان مطار نيوارك الأكثر ازدحاما في العالم حتى افتتح مطار لاغوارديا في عام 1939، وتقاسم حركة النقل الجوي في نيويورك. اغلق مطار نيوارك مؤقتا أمام حركة الركاب خلال الحرب العالمية الثانية واستخدم من قبل جيش الولايات المتحدة لعمليات النقل والإمداد.
استعادت هيئة موانئ نيويورك ونيو جيرسي المطار في عام 1948 وقدمت استثمارات ضخمة في البنية التحتية للمطار، وفتح ممرات جديدة وحظائر الطائرات وتجديد تصميم لمباني المطار. استؤنفت حركة الطيران في تلك السنة من خلال مبنى آرت ديكو والذي كان بمثابة المبنى الرئيسي للمطار حتى افتتاح الصالة الشمالية في عام 1953، وأضيف إلى السجل الوطني للأماكن التاريخية في عام 1979.
في الخمسينات، كانت هناك اقتراحات لنقل المطار بعد حادثي تحطم في غضون شهر. وتم تطوير مقترحات وخطط لإنشاء مطار دولي جديد لخدمة منطقة مدينة نيويورك في ما يعرف الآن بمحمية المستنقعات العظمى للحياة البرية، ولكن الاحتجاجات والمعارضة المحلية وقفت أمام هذه الخطة.
في السبعينات، خضع المطار لعملية توسع كبيرة، بما في ذلك بناء مباني صالات الركاب الحالية A وB، وC، وتسمية المطار ب مطار نيوارك الدولي. افتتحت صالات A و B في عام 1973، مع بقاء بعض الرحلات الدولية ورحلات الطيران العارض والتي تتطلب التخليص الجمركي في المحطة الطرفية الشمالية. المبنى صالة الركاب الرئيسية C كانت قد أنجزت في الوقت نفسه، ولكن فقط كهيكل معدني، ولذا ضلت مهملة حتى منتصف الثمانينات استخدمت لرحلات معينة حتى افتتاحها بشكل كامل في عام 1988.
حاليا تشغل خطوط كونتيننتال الجوية الصالة C لرحلاتها الجوية الدولية، وبعد الانتهاء من مشروع التوسعة الكبير الذي يشمل إنشاء صالة جديدة، ومرافق حديثة للجمارك والهجرة. في نيوارك، لتصبح هي أكبر مزود لخدمات النقل الجوي في منطقة نيويورك الكبرى.

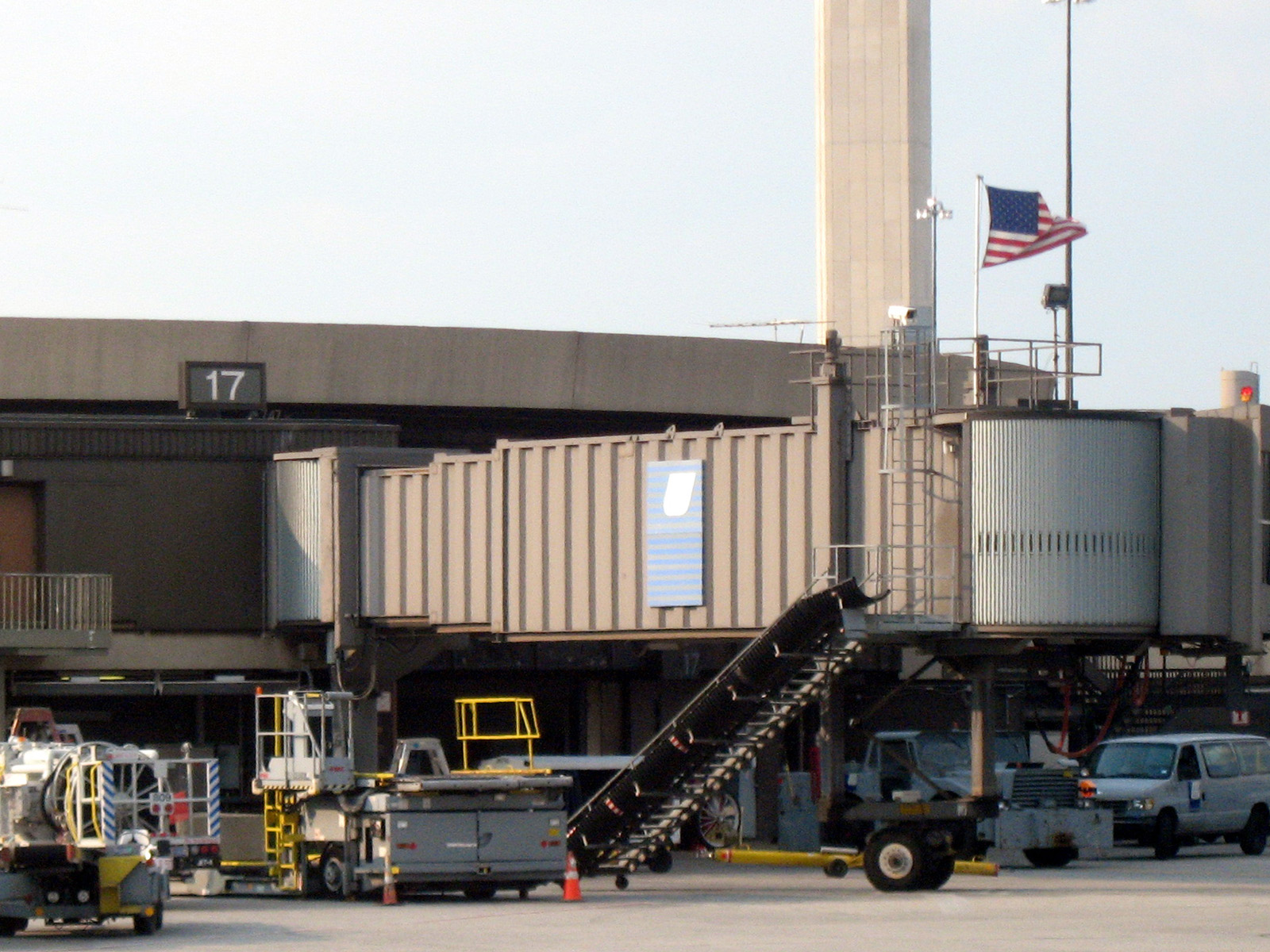
العلم الأمريكي فوق البوابة رقم A17

كانت رحلة خطوط يونايتد الجوية رقم 93 والتي استخدمت في اعتداءات الحادي عشر من سبتمبر قد أقلعت من مطار نيوارك في الساعة الثامنة صباحا متجهة إلى سان فرانسيسكو وتحطمت بعد ساعتين من ذلك في ولاية بنسلفانيا. وفي ذكرى هذا الحدث، تم تغيير اسم مطار نيوارك الدولي إلى مطار نيوآرك ليبرتي الدولي في إشارة لتمثال الحرية، والذي يبعد مجرد 11كم شرق المطار. وعلى الرغم من تغيير الاسم قليل من السكان المحليين يستخدمون الاسم الجديد.
يطبق المطار منذ يونيو 2008 خطة وسياسة للحد من الرحلات الجوية إلى 81 رحلة بالساعة لمواجهة مشكلة الازدحام، والمقرر ان تستمر إلى عام 2009 

## المنشآت

### مدارج الطيران
مطار نيوآرك الدولي يغطي مساحة 2027 فدان بوجود ثلاثة مدارج لهبوط الطائرات ومهبط مروحية:
- مدرج 4L/22R : اسفلت / خرسانة، المساحة: 11,000 × 150 قدم (3,353 × 46 م)
- مدرج 4R/22L : الأسفلت. المساحة: 10,000 × 150 قدم (3,048 × 46 م)
- المدرج 11/29 : الأسفلت. المساحة: 6,800 × 150 قدم (2,073 × 46 م)
- مهبط مروحية H1 : خرسانة، المساحة: 40 × 40 قدم (12 × 12 م)

المدرج 11/29 هو جزء من أنظمة المدارج المنشأة والممهدة في حقبة الأربعينات من القرن العشرين الماضي. والتي تم اغلاق بعض منها في عام 1952 في استجابة لمخاوف بشأن العوائق والضوضاء، واستحداث المدرج 4/22 (الآن 4R/22L) بطول 2100 متر، ثم بزيادته إلى 2900 متر، وأخيرا تم تطويره ليصل إلى الطول الحالي بحلول عام 2000.المدرج (4L/22R) الذي بني في أوائل 1970 بطول 2500، ومدد لأبعاده الحالية بحلول عام 2000.
جميع مسارات الاقتراب للطائرات باستثناء المدرج 11/29 مجهزة بنظام هبوط الأجهزة، والمدرج 4R/22L مجهز بالفئة الثانية من تجهيزات الهبوط (Category II ILS).
معظم الرحلات المغادرة تستخدم مدرج 4L/22R، في حين أن معظم الرحلات القادمة تستخدم 04R/22L، ويستخدم 11/29 في أكثر الأحيان عن طريق الطائرات الصغيرة أو عندما تكون هناك اتجاهات رياح معاكسة قوية على المدرجين الرئيسيين.

### مباني صالات الركاب

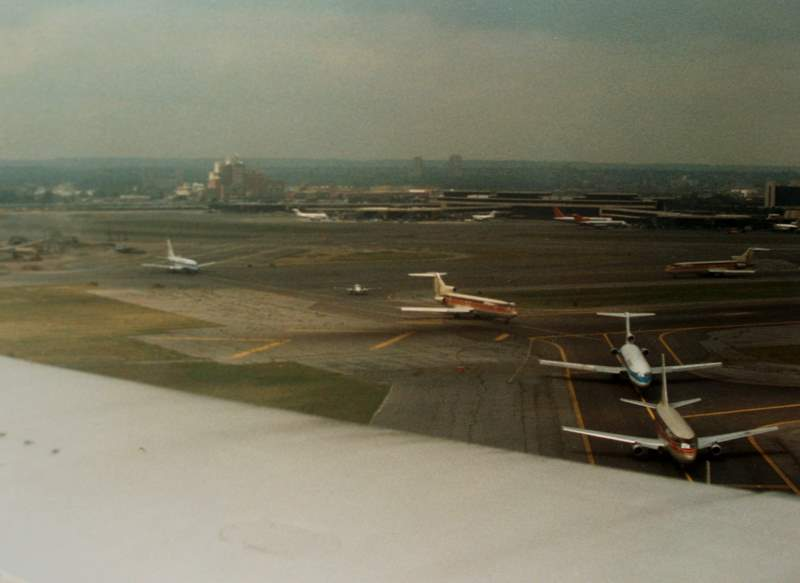
مطار نيوارك عام 1986

يشتمل مطار نيوآرك على ثلاثة مباني لصالات الركاب A,B واستكملت في عام 1973 وتحتوي على أربعة أدوار. تقع مكاتب الشركات لاصدار التذاكر في الطابق العلوي، باستثناء مكاتب طيران الهند في الطابق الثاني، ومكاتب الخطوط الجوية البريطانية. في حين تقع البوابات ومعارض التسوق في الطابق الثالث. صالة القادمين الدوليين (الصالة B) وسيور الأمتعة (A و B على حد سواء) في الطابق الثاني. في حين مواقف السيارات للمدى القصير وفرق عمليات المطار (المناطق المحظورة) تقع في الطابق الأرضي.
تحتوي الصالة الثالثة، التي أنجزت في عام 1988 على طابقين من مكاتب إصدار التذاكر، طابق لمكاتب إصدار التذاكر للرحلات الدولية وطابق لمكاتب إصدار التذاكر للرحلات الداخلية. البوابات وكذلك محلات التسوق تقع في طابق الميزانين بين طابقي الرحلات الدولية والداخلية.
كل صالة مقسمة إلى ثلاثة اجنحة مرقمة: الصالة A على سبيل المثال مقسمة إلى A1، A2 و A3. وترقيم البوابات مستمر من خلال جميع الصالات.وفقا لنموذج الأعمال التجارية لهيئة ميناء نيويورك ونيوجيرسي وكغيرها من المرافق، في بعض الحالات تدار الصالة كلها ويتم تشغيلها من قبل مشغلي الصالة وليس من قبل هيئة موانئ نيويورك ونيو جيرسي مباشرة. ففي مطار نيوآرك ليبرتي، الصالة A تدار من قبل خطوط يونايتد الجوية والصالة C تشغلها خطوط كونتيننتال الجوية. وعليه فمبنى الصالة B هي المرفق الوحيد في مرافق صالات الركاب في المطار تديرها مباشرة هيئة ميناء نيويورك ونيوجيرسي.

#### مبنى صالات الركاب A

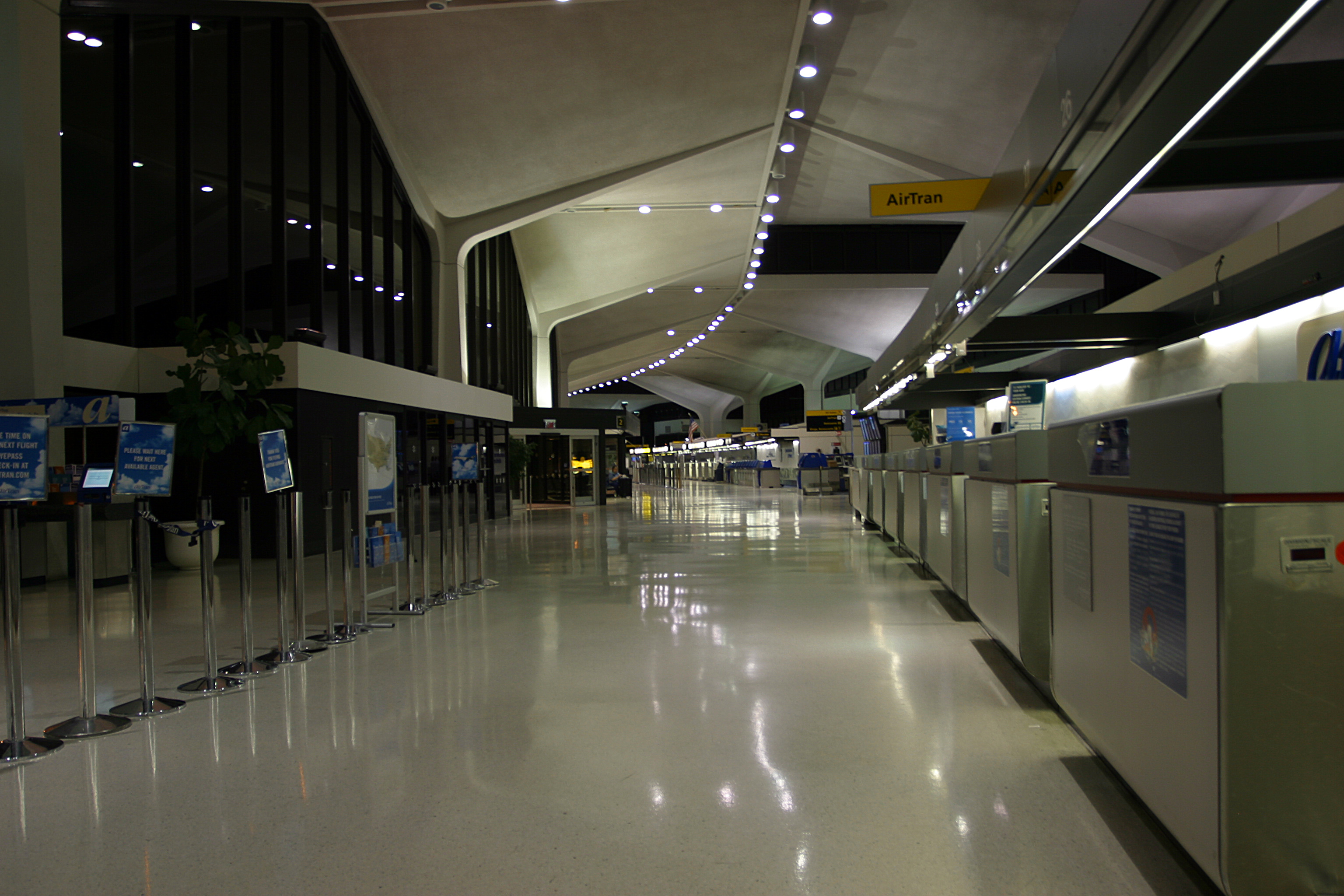
صالة الركاب A

هي مجمع الصالات الوحيد في مطار نيوآرك الذي لا يحتوي على مرافق للهجرة ولذا لا يمكن للرحلات الدولية القادمة للمطار من استخدام الصالة، ماعدا الرحلات القادمة من الدول الموقعة على اتفاقية التخليص المسبق مع الولايات المتحدة الأمريكية.

#### مبنى صالات الركاب B
اعتبارا من عام 2008، يجري تنفيذ خطة تطويرية للصالة B لزيادة القدرة لاستيعاب المسافرين المغادرين وراحة الركاب. التجديدات تشمل توسيع وتحديث مكاتب بيع التذاكر، وبناء على طابق جديد يخصص للمغادرة للرحلات الداخلية، وبناء منشآت جديدة لصالة الوصول

#### مبنى صالات الركاب C

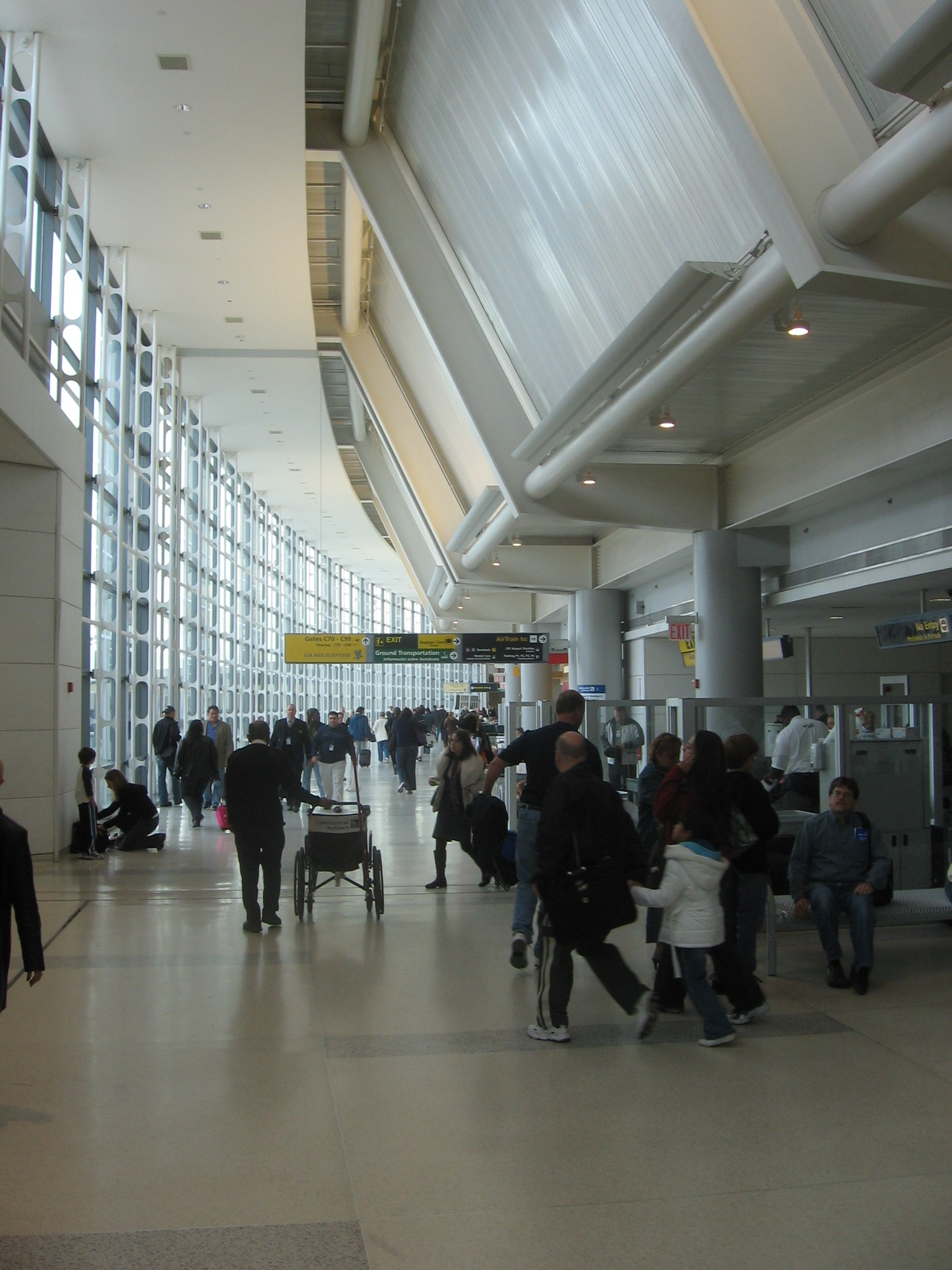
الصالة C

تم ترميم المبنى C خلال الفترة من عام 1998 إلى 2003، بحيث تم تجديد منطقة المطالبة بالأمتعة وتحويلها إلى طابق ثاني للمغادرة، وإضافة صالة جديدة، وتحويل مساحة مرآب السيارات إلى منطقة لنهاء إجراءات المسافرين الدوليين وإضافة مرافق لمعالجة واستلام الأمتعة، بما في ذلك تحول في السابق تحت الأرض في منطقة وقوف السيارات جديد الأمتعة المطالبة. وتم حظر وقوف السيارات تحت المبنى كاجراء أمني بعد الهجوم الأول على مركز التجارة العالمي في عام 1993.

### النقل

#### اير ترين (AirTrain)

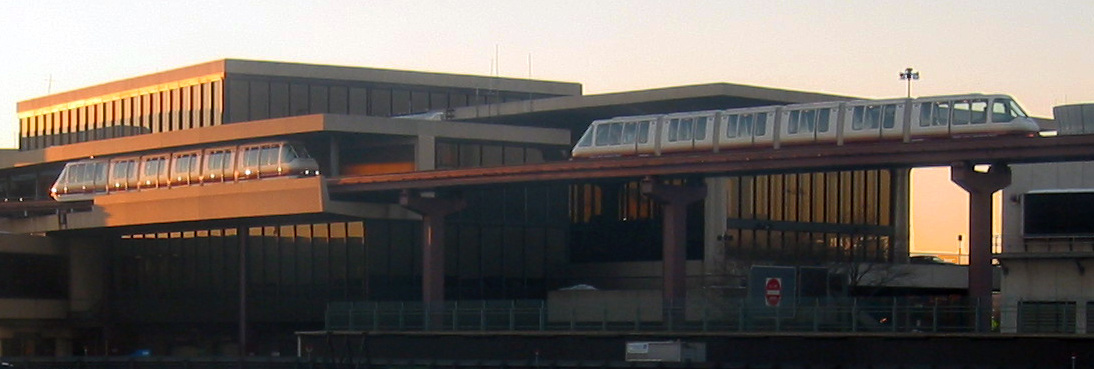
ايرتراين نيوارك

نيوارك هو مطار متعدد الوسائط لنقل الركاب. ويعتبر القطار الكهربائي (AirTrain نيوارك)، والذي يربط بين المطار ومحطة السكك الحديدية لمطار نيوآرك الدولي. ويمكن للركاب استخدام هذه الوسيلة من السفر إلى أي محطة على امتداد خط ولاية نيو جيرسي العابر، بما في ذلك محاور العبور الإقليمية، مثل محطة بنسلفانيا بنيويورك.
تعنبر هذه الخدمة مجانية للاستخدام بين جميع المحطات، ولكن الركاب الراغبين في الخروج أو الدخول إلى وصله محطة السكك الحديدية عليهم أن يدفعوا رسوما.

#### وسائط أخرى
العديد من خدمات الحافلات بين مطار نيوآرك ليبرتي والتجمعات السكانية المجاورة. وإلى مانهاتن ومحطة غراند سنترال الخ، وتتوفر أيضا خدمة حافلات لمطار جون كنيدي الدولي.
وأيضاهناك خدمة حافلات النقل العام لولاية نيو جيرسي، والتي توفر الخدمات المحلية من نيوارك في وسط المدينة. لقائدي السيارات استخدام الطريق السريع نيو جيرسي تورن بايك عبر ويتوافر على مخرجين تسمح لقائدي السيارات من الوصول إلى مطار نيوآرك الدولي.
كما تعمل سيارات الأجرة من المطار بأسعار ثابتة على أساس الوجهة. وتم تحديد أجرة التاكسي والليموزين من قبل سلطات مدينة نيويورك للانتقال من مدينة نيويورك إلى مطار نيوآرك ليبرتي، جنبا إلى جنب مع الوجهات السياحية في ناسو ومقاطعات وستشستر، وهي أحد الاستثناءات لقاعدة أن سائق سيارة أجرة مدينة نيويورك قد يرفض أخذالمسافرين إلى أي مكان خارج نطاق الأحياء الخمسة لمدينة نيويورك.
وهناك أيضا خدمة سيارة ليموزين خاصة وشركات لتوفير خدمة سيارة لخدمة المطار.

## شركات الطيران والوجهات
| شركـات طيـران                   | الوجهات | Refs          |
| ------------------------------- | --- | ------------- |
| أير لينغس                       | مطار دبلن الدولي | [ 7 ]         |
| طيران كندا                      | مطار كالغاري الدولي، مطار تورونتو بيرسون الدولي، مطار فانكوفر الدولي | [ 8 ]         |
| Air Canada Express              | مطار هاليفاكس الدولي، مطار مونتريال الدولي، Ottawa، مطار تورونتو بيرسون الدولي | [ 8 ]         |
| الخطوط الجوية الفرنسية          | مطار باريس شارل ديغول | [ 9 ]         |
| طيران الهند                     | مطار أنديرا غاندي الدولي، مطار تشاتراباتي شيفاجي الدولي | [ 10 ]        |
| Air Premia                      | مطار إنتشون الدولي | [ 11 ]        |
| خطوط آلاسكا الجوية              | مطار لوس أنجلوس الدولي، مطار بورتلاند الدولي، مطار سان دييغو الدولي، مطار سان فرانسيسكو الدولي، مطار سياتل تاكوما الدولي | [ 12 ]        |
| أليجانت للطيران                 | Asheville، Cincinnati، Des Moines ‏، Destin/Fort Walton Beach ‏، Grand Rapids ‏، Knoxville، Savannah | [ 13 ]        |
| الخطوط الجوية الأمريكية         | مطار شارلوت دوغلاس الدولي، مطار أوهير الدولي، مطار دالاس فورت ورث الدولي، مطار ميامي الدولي، مطار فينيكس سكاي هاربر الدولي | [ 14 ]        |
| إمريكان إيغل                    | مطار أوهير الدولي | [ 14 ]        |
| الخطوط الجوية النمساوية         | مطار فيينا الدولي | [ 15 ]        |
| الخطوط الجوية البريطانية        | مطار لندن هيثرو | [ 16 ]        |
| خطوط دلتا الجوية                | مطار هارتسفيلد جاكسون، مطار ديترويت، مطار منيابولس سانت بول الدولي، مطار سولت ليك سيتي الدولي | [ 17 ]        |
| Delta Connection                | مطار لوجان الدولي، Cincinnati، Raleigh/Durham | [ 8 ]         |
| مصر للطيران                     | مطار القاهرة الدولي | [ 18 ]        |
| إل عال                          | مطار بن غوريون الدولي | [ 19 ]        |
| طيران الإمارات                  | مطار أثينا الدولي، مطار دبي الدولي | [ 20 ]        |
| الخطوط الجوية الإثيوبية         | مطار أديس أبابا بولي الدولي، مطار لومي | [ 21 ]        |
| فرينش بي                        | مطار باريس أورلي | [ 22 ]        |
| طيران آيسلندا                   | مطار كيفلافيك الدولي | [ 23 ]        |
| خطوط جيت بلو الجوية             | Cancún، Fort Lauderdale ‏، Fort Myers ‏، مطار لوس أنجلوس الدولي، مطار ميامي الدولي، مطار أورلاندو الدولي، Punta Cana ‏، مطار لويس مارين مونيوز، Santiago de los Caballeros ‏، مطار لاس أمريكا الدولي، مطار تامبا الدولي، مطار بالم بيتش الدولي موسمي: مطار الملكة بياتريس الدولي، مطار سانجستر الدولي، Nassau، Providenciales | [ 24 ]        |
| La Compagnie                    | مطار مالبينسا، مطار باريس أورلي موسمي: مطار نيس كوت دازور موسمي عارض: مطار الأميرة جوليانا الدولي (تبدأ في 26 نوفمبر 2023) | [ 26 ]        |
| خطوط لوت الجوية البولندية       | مطار وارسو فريدريك شوبان موسمي: مطار كراكوف، Rzeszów | [ 27 ]        |
| لوفتهانزا                       | مطار فرانكفورت، مطار ميونخ الدولي | [ 28 ]        |
| Porter Airlines                 | Ottawa، Toronto–Billy Bishop ‏ | [ 29 ]        |
| الخطوط الجوية الإسكندنافية      | مطار كوبنهاغن، مطار أوسلو-غاردرموين، مطار ستوكهولم أرلاندا |               |
| الخطوط الجوية السنغافورية       | مطار شانغي سنغافورة | [ 30 ]        |
| خطوط سبيريت الجوية              | مطار هارتسفيلد جاكسون، مطار أوستن برغستروم الدولي، Charleston (SC) ‏، مطار شارلوت دوغلاس الدولي (تبدأ في 5 أبريل 2024)، مطار دالاس فورت ورث الدولي، مطار ديترويت، Fort Lauderdale ‏، مطار جورج بوش الدولي، مطار إنديانابوليس الدولي، مطار هاري ريد الدولي، مطار لوس أنجلوس الدولي، مطار ميامي الدولي، Myrtle Beach ‏، مطار ناشفيل الدولي، مطار أوكلاند الدولي (الولايات المتحدة)، مطار أورلاندو الدولي، مطار فينيكس سكاي هاربر الدولي، مطار بيتسبرغ الدولي ‏، مطار سان أنطونيو الدولي (تبدأ في 5 أبريل 2024)، مطار لويس مارين مونيوز موسمي: مطار تامبا الدولي | [ 33 ]        |
| خطوط بلاد الشمس الجوية          | مطار منيابولس سانت بول الدولي موسمي: Madison | [ 34 ]        |
| الخطوط الجوية الدولية السويسرية | مطار زيورخ الدولي | [ 35 ]        |
| تاب برتغال                      | مطار لشبونة، مطار بورتو الدولي | [ 36 ]        |
| الخطوط الجوية التركية           | مطار إسطنبول الدولي | [ 37 ]        |
| الخطوط الجوية المتحدة           | Aguadilla، مطار سخيبول أمستردام، أنتيغوا، مطار الملكة بياتريس الدولي، مطار هارتسفيلد جاكسون، مطار أوستن برغستروم الدولي، مطار برشلونة الدولي، باربادوس، مطار برلين براندنبرغ، مطار إلدورادو الدولي، بونير، مطار لوجان الدولي، مطار بروكسل الدولي، Cancún، مطار كيب تاون الدولي، Charleston (SC) ‏، مطار شارلوت دوغلاس الدولي، مطار أوهير الدولي، Cincinnati، Cleveland، مطار دالاس فورت ورث الدولي، مطار أنديرا غاندي الدولي، مطار دنفر الدولي، مطار ديترويت، مطار دبي الدولي، مطار دبلن الدولي، مطار إدنبرة، Fort Lauderdale ‏، Fort Myers ‏، مطار فرانكفورت، مطار جنيف الدولي، Guatemala City، مطار هونغ كونغ الدولي (تستأنف في 29 مارس 2024)، مطار هونولولو الدولي (تنتهي في 13 أبريل 2024)، مطار جورج بوش الدولي، مطار جاكسونفيل الدولي، مطار أوليفر ريجنالد تامبو، Kahului، Key West ‏ (تبدأ في 28 نوفمبر 2023)، مطار هاري ريد الدولي، مطار خورخي تشافيز الدولي، مطار لشبونة، مطار لندن هيثرو، مطار لوس أنجلوس الدولي، Madison، مطار مدريد باراخاس الدولي، مطار ممفيس الدولي، مطار بينيتو خواريز الدولي، مطار ميامي الدولي، مطار مالبينسا، مطار منيابولس سانت بول الدولي، مطار سانجستر الدولي، مطار تشاتراباتي شيفاجي الدولي (تستأنف في 29 مارس 2024)، مطار ميونخ الدولي، مطار ناشفيل الدولي، Nassau، مطار نيو أورلينز لويس أرمسترونغ الدولي، Orange County ‏، مطار أورلاندو الدولي، مطار توكومين الدولي، مطار باريس شارل ديغول، مطار فينيكس سكاي هاربر الدولي، مطار بيتسبرغ الدولي ‏، مطار بورتلاند الدولي، Providenciales، Puerto Plata ‏، Puerto Vallarta ‏، Punta Cana ‏، Raleigh/Durham، مطار ليوناردو دا فينشي، Sacramento، مطار سولت ليك سيتي الدولي، مطار سان أنطونيو الدولي، مطار سان دييغو الدولي، مطار سان فرانسيسكو الدولي، مطار خوان سانتاماريا الدولي، San José del Cabo ‏، مطار لويس مارين مونيوز، San Pedro Sula ‏، مطار إل سلفادور الدولي، Santiago de los Caballeros ‏، مطار لاس أمريكا الدولي، مطار غواروليوس الدولي، Sarasota، مطار سياتل تاكوما الدولي، مطار سانت لويس الدولي، St. Lucia–Hewanorra ‏، مطار الأميرة جوليانا الدولي، مطار تامبا الدولي، مطار بن غوريون الدولي، مطار طوكيو هانيدا الدولي، مطار ناريتا الدولي، مطار واشنطن دولس الدولي، مطار بالم بيتش الدولي، مطار زيورخ الدولي موسمي: Albuquerque، مطار تيد ستيفنز أنكوراج الدولي، مطار أثينا الدولي، Belize City ‏، برمودا، Bozeman، مطار بوفالو نياغارا الدولي ‏، Burlington (VT) ‏، Columbus–Glenn، Cozumel، كوراساو، مطار دوبروفنيك، Eagle/Vail، مطار فارو (تبدأ في 24 مايو 2024)، مطار أوين روبرتس الدولي، Greenville/Spartanburg، Hayden/Steamboat Springs ‏، مطار إنديانابوليس الدولي، Jackson Hole ‏، Kansas City ‏، Liberia (CR) ‏، مطار مالقة الدولي، Milwaukee، Montrose، Myrtle Beach ‏، مطار نابولي، مطار نيس كوت دازور، Norfolk، مطار ميورقة، Ponta Delgada، Portland (ME) ‏، مطار بورتو الدولي، مطار كيفلافيك الدولي (تستأنف في 23 مايو 2024)، Rochester (NY) ‏، Savannah، Shannon، St. Kitts ‏، St. Thomas ‏، مطار ستوكهولم أرلاندا، Syracuse، مطار تنريفه الجنوبي، مطار فانكوفر الدولي، مطار البندقية ماركو بولو | [ 42 ] [ 43 ] |
| United Express                  | Albany، مطار هارتسفيلد جاكسون، مطار أوستن برغستروم الدولي، Bangor، مطار لوجان الدولي، مطار بوفالو نياغارا الدولي ‏، Burlington (VT) ‏، Charleston (SC) ‏، مطار شارلوت دوغلاس الدولي، Cincinnati، Cleveland، Columbus–Glenn، مطار دالاس فورت ورث الدولي، مطار ديترويت، Grand Rapids ‏، Greensboro، Greenville/Spartanburg، مطار هاريسبورغ الدولي ‏، مطار إنديانابوليس الدولي، Ithaca، مطار جاكسونفيل الدولي، Kansas City ‏، Key West ‏، Louisville، Madison، Manchester (NH) ‏، مطار ممفيس الدولي، Milwaukee، مطار منيابولس سانت بول الدولي، مطار مونتريال الدولي، Myrtle Beach ‏، مطار ناشفيل الدولي، مطار نيو أورلينز لويس أرمسترونغ الدولي، Norfolk، Ottawa، مطار فيلادلفيا الدولي، مطار بيتسبرغ الدولي ‏، Portland (ME) ‏، مطار بريسكايل الدولي، Providence، Quebec City، Raleigh/Durham، Richmond، Rochester (NY) ‏، Sarasota، Savannah، مطار سانت لويس الدولي، State College ‏، Syracuse، مطار تورونتو بيرسون الدولي، مطار واشنطن دولس الدولي، مطار رونالد ريغان الوطني، مطار بالم بيتش الدولي، Wilkes-Barre/Scranton، Wilmington (NC) ‏ موسمي: Asheville، Hilton Head ‏، Nantucket، Pensacola، Rapid City ‏، Traverse City ‏ | [ 42 ] [ 43 ] |

### الشحن
| شركـات طيـران          | الوجهات | Refs   |
| ---------------------- | --- | ------ |
| Amerijet International | مطار أورلاندو الدولي، مطار لويس مارين مونيوز | [ 44 ] |
| Ameriflight            | Albany، مطار لوجان الدولي، مطار هاريسبورغ الدولي ‏ | [ 45 ] |
| Cargojet               | برمودا | [ 46 ] |
| دي إتش إل للطيران      | Cincinnati | [ 47 ] |
| الإمارات للشحن الجوي   | مطار دبي الدولي | [ 48 ] |
| فيديكس إكسبرس          | Albany، Allentown، مطار تيد ستيفنز أنكوراج الدولي، مطار هارتسفيلد جاكسون، مطار لوجان الدولي، مطار شارلوت دوغلاس الدولي، مطار أوهير الدولي، Cleveland، مطار ديترويت، Fort Lauderdale ‏، Fort Worth ‏، Greensboro، مطار إنديانابوليس الدولي، مطار لوس أنجلوس الدولي، مطار ممفيس الدولي، مطار ميامي الدولي، مطار ناشفيل الدولي، Norfolk، مطار أوكلاند الدولي (الولايات المتحدة)، Ontario، مطار باريس شارل ديغول، مطار بورتلاند الدولي، Richmond، مطار سياتل تاكوما الدولي، مطار إنتشون الدولي، مطار واشنطن دولس الدولي | [ 49 ] |
| خطوط يو بي إس الجوية   | مطار تيد ستيفنز أنكوراج الدولي، مطار شيكاغو روكفورد الدولي، مطار دالاس فورت ورث الدولي، Des Moines ‏، Hartford، مطار لندن ستانستد، Louisville، Ontario، مطار ناريتا الدولي | [ 50 ] |

## الإحصائيات

### أشهر الوجهات
| الرتبة | المطار                    | المسافرون | الناقل                              |
| ------ | ------------------------- | --------- | ----------------------------------- |
| 1      | مطار أورلاندو الدولي      | 1,016,000 | جيت بلو، سبيريت، المتحدة            |
| 2      | مطار لوس أنجلوس الدولي    | 989,000   | آلاسكا، جيت بلو، سبيريت، المتحدة    |
| 3      | مطار سان فرانسيسكو الدولي | 857,000   | آلاسكا، جيت بلو، المتحدة            |
| 4      | Fort Lauderdale، Florida ‏ | 821,000   | جيت بلو، سبيريت، المتحدة            |
| 5      | مطار أوهير الدولي         | 774,000   | الأمريكية، المتحدة                  |
| 6      | مطار هارتسفيلد جاكسون     | 736,000   | دلتا، جيت بلو، سبيريت، المتحدة      |
| 7      | مطار ميامي الدولي         | 694,000   | الأمريكية، جيت بلو، سبيريت، المتحدة |
| 8      | مطار جورج بوش الدولي      | 565,000   | سبيريت، المتحدة                     |
| 9      | مطار شارلوت دوغلاس الدولي | 504,000   | الأمريكية، المتحدة                  |
| 10     | مطار دنفر الدولي          | 496,000   | المتحدة                             |

| الرتبة | التغيير | المطار                                          | المسافرون | التغيير | الناقل                |
| ------ | ------- | ----------------------------------------------- | --------- | ------- | --------------------- |
| 1      | ▲13     | مطار لندن هيثرو                                 | 789,380   | ▲490.5% | البريطانية، المتحدة   |
| 2      | ▲2      | مطار بن غوريون الدولي                           | 575,941   | ▲80.3%  | El Al، المتحدة        |
| 3      | ▼2      | Cancún، Mexico                                  | 466,472   | ▼5.5%   | جيت بلو، المتحدة      |
| 4      | ▲3      | مطار فرانكفورت                                  | 426,001   | ▲80.5%  | لوفهانزا، المتحدة     |
| 5      | ▲11     | مطار تورونتو بيرسون الدولي                      | 405,047   | ▲210.3% | طيران كندا، المتحدة   |
| 6      | ▼4      | Santiago de los Caballeros، Dominican Republic ‏ | 370,251   | ▼24.0%  | جيت بلو، المتحدة      |
| 7      | ▲28     | Toronto–Billy Bishop، Canada ‏                   | 368,055   | ▲480.2% | بورتر                 |
| 8      | ▼5      | مطار لاس أمريكا الدولي                          | 367,699   | ▼19.7%  | جيت بلو، المتحدة      |
| 9      |         | مطار لشبونة                                     | 366,639   | ▲79.6%  | تاب البرتغال، المتحدة |
| 10     | ▼4      | Punta Cana، Dominican Republic ‏                 | 323,826   | ▲33.4%  | جيت بلو، المتحدة      |

### شركات الطيران
| الرتبة | الناقل                     | المسافرون  | الحصة |
| ------ | -------------------------- | ---------- | ----- |
| 1      | الخطوط الجوية المتحدة      | 32,159,458 | 67.6% |
| 2      | خطوط سبيريت الجوية         | 2,715,850  | 5.7%  |
| 3      | الخطوط الجوية الأمريكية    | 2,495,656  | 5.2%  |
| 4      | خطوط جيت بلو الجوية        | 2,478,947  | 5.2%  |
| 5      | خطوط دلتا الجوية           | 1,711,892  | 3.6%  |
| 6      | خطوط آلاسكا الجوية         | 1,117,326  | 2.3%  |
| 7      | طيران كندا                 | 684,044    | 1.4%  |
| 8      | الخطوط الجوية الإسكندنافية | 467,323    | 1.0%  |
| 9      | Porter Airlines            | 418,726    | 0.9%  |
| 10     | لوفتهانزا                  | 376,458    | 0.8%  |

### عدد المسافرين
شاهد source Wikidata query and sources.
| السنة | المسافرون  | السنة | المسافرون  | السنة | المسافرون  |
| ----- | ---------- | ----- | ---------- | ----- | ---------- |
| 2022  | 43,565,254 | 2012  | 34,014,027 | 2002  | 29,220,775 |
| 2021  | 29,049,552 | 2011  | 33,711,372 | 2001  | 31,100,491 |
| 2020  | 15,892,892 | 2010  | 33,107,041 | 2000  | 34,188,701 |
| 2019  | 46,366,452 | 2009  | 33,424,110 | 1999  | 33,622,686 |
| 2018  | 46,065,175 | 2008  | 35,366,359 | 1998  | 32,575,874 |
| 2017  | 43,393,499 | 2007  | 36,367,240 | 1997  | 30,945,857 |
| 2016  | 40,351,331 | 2006  | 35,764,910 | 1996  | 29,117,464 |
| 2015  | 37,494,704 | 2005  | 33,078,473 | 1995  | 26,626,231 |
| 2014  | 35,600,108 | 2004  | 31,893,372 | 1994  | 28,019,984 |
| 2013  | 35,016,236 | 2003  | 29,428,899 | 1993  | 25,809,413 |